# Phong thủy

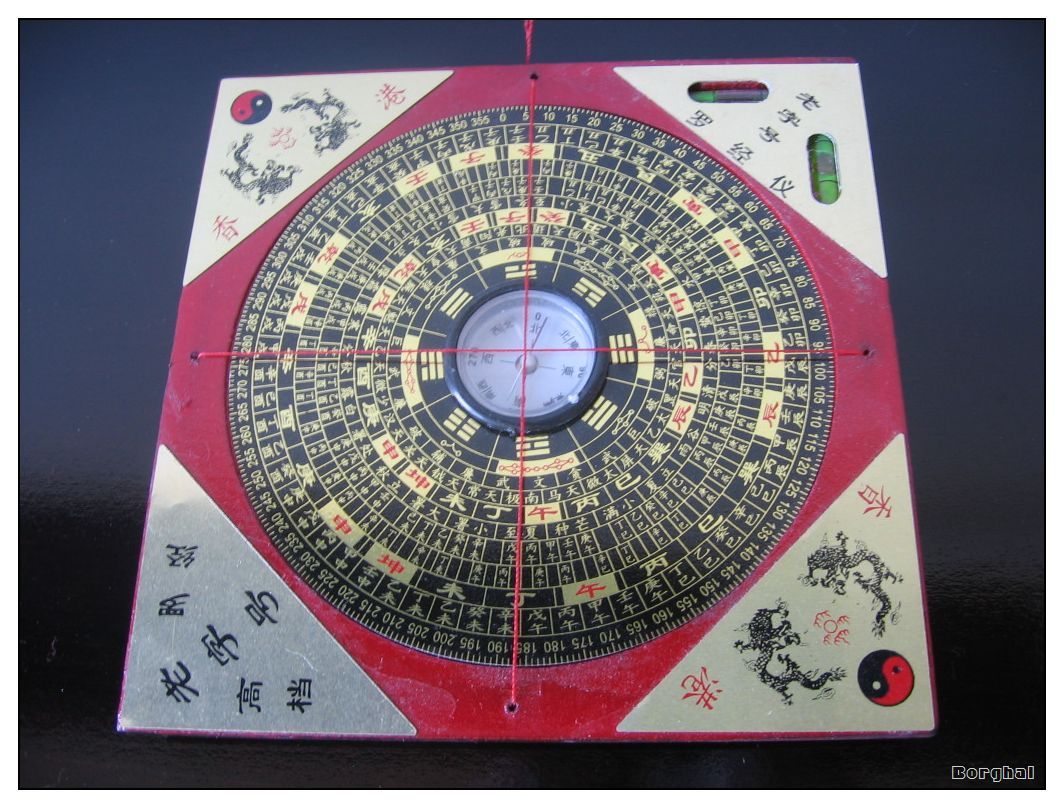
La bàn để xem phong thủy

Phong thủy (chữ Hán:風水) là học thuyết có nguồn gốc từ Trung Quốc cổ đại, chuyên nghiên cứu sự ảnh hưởng của hướng gió, hướng khí, mạch nước đến đời sống họa hay phúc của con người. Về mặt từ nguyên, 風 phong có nghĩa là "gió", là hiện tượng không khí chuyển động và 水 thủy có nghĩa là "nước", là dòng nước, tượng trưng cho địa thế. Phong thủy không phải là yếu tố đơn lẻ mà là tổng hợp hàng loạt yếu tố về địa hình địa thế xung quanh nhà ở, thôn xóm, thành phố hoặc mồ mả, hướng gió, dòng nước cùng tọa hướng, hình dạng, bố cục mặt bằng không gian xây dựng. Phong thủy liên quan đến cát hung, họa phúc, thọ yểu, sự cùng thông của nhân sự. Cát ắt là phong thủy hợp, hung ắt là phong thủy không hợp.
Sách Táng thư viết: "Mai táng phải chọn nơi có sinh khí. Kinh viết: Khí gặp gió (phong) ắt tán, gặp nước (thủy) ngăn thì dừng. Cổ nhân làm sao cho khí tụ chứ không tán, nước chảy có chỗ dừng". Do vậy mà có tên là "phong thủy". Hai chữ phong thủy còn chỉ phương pháp tìm kiếm và chọn lựa nơi trú ngụ hoặc mai táng cát tường phú quý, phúc thọ bình yên, tức là thuật Phong thủy. Giống như mọi ngành khoa học kĩ thuật cổ truyền khác ở Á Đông, thuật phong thủy cũng dựa vào dịch lý, thuyết âm dương, ngũ hành.
Phong thủy là một trong Ngũ thuật của Siêu hình học Trung Quốc, được xếp vào loại thuật xem tướng  (quan sát tướng mạo thông qua các công thức và phép tính). Phong thủy học luận về kiến trúc dưới góc độ "lực lượng vô hình" liên kết vũ trụ, trái đất và con người với nhau, được gọi là khí.
Trong lịch sử, phong thủy được sử dụng rộng rãi để định hướng các tòa nhà - thường là các công trình có ý nghĩa về mặt tâm linh như lăng mộ, nhưng cũng có thể là nhà ở và các công trình kiến trúc khác - theo cách tốt lành. Tùy thuộc vào phong cách phong thủy cụ thể đang được sử dụng, một vị trí tốt có thể được xác định bằng cách tham khảo các đặc điểm địa phương như các vùng nước, các vì sao hoặc la bàn.

## Địa lý phong thủy

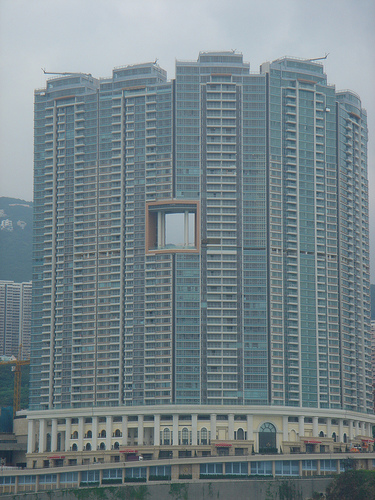
Một tòa nhà cao tầng ở Hong Kong với một lỗ trống vận dụng phong thủy.

Hai chữ "địa lý" là danh từ áp dụng chung cho cả hai môn:
- Địa mạch: Là môn địa lý phong thủy thuộc về địa linh, dùng vào việc đặt mồ mả và nhà cửa; tức thuộc về tinh thần.
- Địa dư: Là môn địa lý điền thổ, thuộc về địa lợi; thuộc về vấn đề vật chất.

## Âm trạch và Dương trạch
Phong thủy chia làm hai lĩnh vực:
- Âm trạch: Là vùng đất dùng để chôn người chết, còn gọi là mồ mả. Phong thủy cho rằng, nếu người chết được chôn vào một cuộc đất tốt về phong thủy thì sẽ truyền được phúc đức cho con cháu đời sau.
- Dương trạch: Là vùng đất được dùng vào mục đích làm nhà cửa, đình, chùa, miếu mạo, thôn xóm, làng mạc, thị trấn, thành phố. Dương trạch phải hài hòa với thiên nhiên, có môi trường tốt đẹp, làm cho con người thấy vui tươi, mạnh khỏe, hạnh phúc. Dương trạch tốt tức là môi trường tốt.

Người xưa quan niệm số mệnh của một con người không chỉ phụ thuộc vào bản thân người đó (tức giờ ngày, tháng, năm sinh) mà còn chịu ảnh hưởng của âm phần và dương phần nên có câu "Nhất mộ, nhì phòng, tam bát tự".
Phong thủy có vai trò rất to lớn, tuy nhiên nó chỉ hỗ trợ, có tác dụng cải biến chứ không thể làm thay đổi hoàn toàn mệnh vận. Nó là nhân tố quyết định sự thành bại. Nếu phong thủy tốt sẽ giúp giảm thiểu được tai hoạ khi vào vận xấu, giúp gia tăng sự thành công và may mắn khi vào vận tốt.
Về dương trạch, tức phong thủy của nhà ở, những vấn đề cần xét có rất nhiều như huyệt vị, làm nhà, hướng nhà, cấu trúc nhà, nội thất,... Cần phải xét tất cả các yếu tố mới làm thành phong thủy tốt cho ngôi nhà.
Xét về nguyện lý cơ bản thì phong thủy âm trạch và phong thủy dương trạch có nhiều điểm tương đồng. Ở khía cạnh mộ phần của người chết và nhà ở của người sống thì âm dương cách biệt, không giống nhau. Vì thế kĩ thuật ứng dụng trong âm trạch và dương trạch cũng khác nhau.

## Các phái phong thủy
Có hai phái lớn:

### Phái Hình thế
Trường Phái Loan Đầu (Hình Thể) lấy hình thế, bố cục làm chính. Chú ý nhận biết nơi khởi đầu và kết thúc, dừng tụ của sơn mạch, thủy lưu; Tìm kiếm phát hiện hình mạo hướng bối của long hổ triều ứng, để định huyệt vị tọa hướng, chú "Địa Lý Ngũ Quyết".
Phái này do Dương Quân Tùng tự là Thúc Mậu đời Đường khởi xướng. Họ Dương về cuối đời sống ở Giang Tây, môn đệ của ông phần lớn là người Giang Tây, nên còn có tên là phái Giang Tây - hay còn gọi là Diêu Phái.
Phái Hình thế còn gọi là phái Loan đầu, vì học thuyết này chú trọng hình dạng của núi sông, nên có tên như vậy.
Thuyết này về sau hình thành nên lý luận Hình pháp.
Phái Hình thế (Giang Tây hay Loan đầu) với Dương Quân Tùng là tổ sư, lần lượt truyền cho Tăng Văn Sán, Lại Văn Tuấn, Ngô Cảnh Loan, Mục Vũ. Trước tác của phái này hiện còn rất nhiều, tiêu biểu là Hám long kinh, Nghi long kinh, Thập nhị trượng pháp của Dương Quân Tùng, Táng thư người đời nhà Tống mượn danh Quách Phác, Thôi quan thiên của Lại Văn Tuấn. Lý luận của phái Giang Tây chú trọng quan sát giới tự nhiên, tiến hành tổng kết quy nạp rất nhiều hình thế sông núi, kết tinh nhiều kinh nghiệm hợp lý. Thuyết này lấy âm trạch làm chủ, dương trạch thường mượn dùng các thuyết của âm trạch song vẫn chú trọng đến hình dáng của nhà ở và sự phối hợp về hình thức trong không gian. Phái Giang Tây từ đời Đường, Tống trở đi, lưu truyền khá rộng, đời nhà Minh, nhà Thanh có sút giảm, nhưng vẫn được xã hội tiếp thu rộng rãi, có ảnh hưởng rất sâu rộng.

### Phái Lý pháp
Còn gọi là Lý khí, tức hệ thống lý luận phong thủy do phái Phúc Kiến nêu ra nên còn có tên là phái Phúc Kiến.
Thuyết này khởi đầu sớm nhất ở Mân Trung (Phúc Kiến). Đến Vương Cấp thời nhà Nam Tống thì rất thịnh hành.
Trường phái này lấy la bàn làm công cụ chính, chủ yếu căn cứ vào cái lý của âm dương, ngũ hành, bát quái, cửu tinh, Hà Lạc mà tính toán. Nhấn mạnh âm sơn âm hướng, dương sơn dương hướng, để xác định quan hệ sinh khắc, phán đoán cát hung.
Phái này chú trọng tìm hiểu nguyên lý trạch pháp, dương trạch chia ra 24 lộ, phân biệt âm dương, xác định hưu cữu (cát hung) âm trạch cũng thường luận về cát hung của tọa hướng, chủ yếu sử dụng cách phán đoán trừu tượng là chính, chứ không quan tâm nhiều đến hình dáng cụ thể của nhà, đất, sông núi, cho nên còn gọi là "ốc trạch pháp". Thuyết này về sau phát triển thành học thuyết Lý pháp. Phái Phúc Kiến ít nhân tài, trước tác cũng không nhiều, có chăng thường là mượn tên của người đời trước, khó biết đích xác là của ai. Từ đời Minh, Thanh trở đi, phái này suy dần, chỉ lưu truyền rộng rãi ở vùng Chiết Trung, ảnh hưởng kém hơn hẳn phần Giang Tây.

## Sơ lược lịch sử phát triển của phong thủy
Hiện nay có rất nhiều trường phái tranh luận về nguồn gốc của phong thủy, có trường phái thì cho rằng phong thủy xuất phát từ Trung Hoa, trường phái thì cho rằng phong thủy là của nền văn minh người Việt cổ với đường biên giới từ phía nam sông Dương Tử (Hồ Nam, Trung Quốc ngày nay). Người Hán đã Hán hóa các văn thư cổ và tự nhận là của họ... Nhưng cho đến nay thì chính những nhà phong thủy lỗi lạc của Trung Quốc như Thiệu Vĩ Hoa cũng không thể giải thích được thuật phong thủy xuất phát từ nơi đâu mặc dù họ vẫn cho là của người Hán.
Thuật phong thủy hình thành rất sớm, có thể nói gần như cùng với sự ra đời của loài người. Ngay từ thời thượng cổ con người đã chú ý đến ảnh hưởng của hoàn cảnh tự nhiên đối với nơi cư trú của loài người, nên đã tiến hành lựa chọn một cách có chủ đích. Nguyên sơ của phong thủy là những kinh nghiệm về sinh hoạt như khoét đá, đào hang, làm nhà... Từ cuộc sống thực tế, phải chống chọi với thú dữ, chống lại cả sự tấn công của đồng loại, phải chống chọi với sự khắc nghiệt của thiên nhiên, con người đã biết chọn những vị trí cư trú có núi non che chở bao bọc, lại gần sông ngòi, nguồn nước.
Từ thời thượng cổ, con người sống theo lối du canh, du cư, trải qua một quá trình tiến hóa đến định canh, định cư và mới bắt đầu chú ý đến nơi ăn ở sao cho thích hợp, chọn địa điểm cư trú làm sao cho tiện lợi rồi tiến tới kiến tạo phòng ốc để ở cho thật an lành, thoải mái, giàu có...
Những kinh nghiệm về cư trú được tích lũy từ đời này qua đời khác đã hình thành nên phong thủy học.
Thời sơ kì, con người chọn đất làm nhà, chủ yếu là muốn an toàn. Thường phải chọn nợi đất cao ráo vì sợ lũ lụt hoặc thú dữ tấn công. Để tránh mưa to, gió lớn, người ta dần dần biết cách chọn vùng đất hướng về Mặt Trời, khuất gió.
Tại Trung Quốc, từ đời nhà Chu, con người đã đặc biệt chú trọng nơi cư trú. Con người đã biết chọn đất xây nhà tại vùng bình nguyên, đây là vùng đất màu mỡ, có thể canh tác nông nghiệp thuận lợi. Gần nguồn nước mà vẫn tránh được lụt lội, tai hoạ thời tiết, thiên tai.
Thời kì Tiên Tần, do trình độ khoa học còn thấp, các hình thức bói toán dự đoán cát hung thịnh hành trong xã hội gắn liền với hoạt động xây dựng nhà ở và mai táng. Các văn hiến như Bốc trạch, Bốc cư, Bốc lạc phản ánh tình hình đương thời. Đồng thời các học thuyết âm dương, ngũ hành, bát quái Chu Dịch, Thiên văn Hà Lạc cũng phát triển mạnh, áp dụng vào lĩnh vực Bốc trạch, Bốc cư, (bói chọn nhà ở và mồ mả). Phong thủy nhờ đó có được cơ sở tư tưởng triết học cần thiết.
Thời Lưỡng Hán, đã xuất hiện các trước tác về phong thủy như Cung trạch địa hình, Kham dư kim quý. Các học thuyết Hình pháp gia, Kham dư gia cũng mang nội dung phong thủy. Mối quan hệ giữa nhà ở và mồ mả với cát hung họa phúc của con người đã trở nên rất mật thiết, đồng thời xuất hiện những người chuyên thực hiện hoạt động phong thủy. Điều này gắn liền với vô số sấm vĩ (câu sấm) và hàng loạt điều cấm kỵ mang tính chất mê tín đang thịnh hành trong xã hội đương thời.
Thời kì Ngụy Tấn Nam Bắc triều, quan niệm nhà ở và mồ mả gắn với cát hung họa phúc của con người được tầng lớp sĩ đại phu tiếp nhận rộng rãi, thậm chí vua chúa cũng hoàn toàn tin vào thuật phong thủy.
Tại Việt Nam, phong thủy có từ thời vua Hùng, các cung điện đền thờ đều được xây dựng với sự hợp lý cao về phong thủy. Đặc biệt trong các đền thờ còn có ban thờ tôn vinh nền phong thủy của người Việt cổ.
Trải qua lịch sử phát triển của các triều đại, đời nào cũng có những học giả kế tục và phát triển thuật phong thủy.
Trong lịch sử phát triển, thuật phong thủy hình thành nên nhiều trường phái khác nhau, mỗi trường phái có phương pháp lý luận và ứng dụng riêng, dựa trên những suy luận khác biệt nhau, thậm chí có khi đối lập nhau. Cho đến nay, phong thủy vẫn còn nhiều điểm chưa rõ ràng, thống nhất vẫn còn mang nhiều sự huyền bí.
Ngày nay dù ở Phương Tây hay ở Phương Đông khi xây dựng nhà ở đều phải chọn những vị trí hợp với môi trường địa lý xung quanh địa bàn, dù theo một lối kiến trúc nào thì cũng phải căn cứ vào địa thế xung quanh để tạo dựng một kiến trúc đẹp về thẩm mĩ, lợi về sinh hoạt. Phong thủy dù còn vẻ huyền bí nhưng rất thực tế và gần gũi với đời sống con người.

## Trạch quẻ (mệnh) tương ứng với năm sinh
Đối với từng năm sinh và giới tính, ta có thể tra cứu Trạch Quẻ để xác định 4 hướng tốt, 4 hướng xấu. Từ 4 hướng này ta có thể tra được các hướng cửa chính, bếp, bàn thờ, giường ngủ.